# Lotus goetzei
Lotus goetzei är en ärtväxtart som beskrevs av Hermann August Theodor Harms. Lotus goetzei ingår i släktet käringtänder, och familjen ärtväxter. Inga underarter finns listade i Catalogue of Life.